# Anna Thea Madsen
Anna Thea Madsen (Copenhague, 27 de octubre de 1994) es una deportista danesa que compitió en bádminton, en la modalidad individual.
Ganó dos medallas en el Campeonato Europeo de Bádminton, plata en 2014 y bronce en 2016.

## Palmarés internacional
| Campeonato Europeo | Campeonato Europeo         | Campeonato Europeo | Campeonato Europeo |
| Año                | Lugar                      | Medalla            | Prueba             |
| ------------------ | -------------------------- | ------------------ | ------------------ |
| 2014               | Kazán (Rusia)              | Medalla de plata   | Individual         |
| 2016               | La Roche-sur-Yon (Francia) | Medalla de bronce  | Individual         |